# フォルクスワーゲン・ゴルフVI
ゴルフVI (ゴルフ 6)（Golf VI）は、フォルクスワーゲン・ゴルフの6代目モデル。

## 概要
2008年、ドイツにて発表・発売された（日本導入は翌年）。
今回のモデルチェンジを機に、米国仕様の呼称がラビットからゴルフに統一されたほか、タコメーターの目盛が1/100から1/1000に変更された。
「自動車史上に誇る特別なクルマ」をキーワードに、静粛性や上質感をさらに高めた。特に、徹底した騒音対策が施されたのが特徴で、遮音層を組み込んだフロントウィンドウやホイールハウス内の遮音材など、車外からの騒音侵入を抑える工夫が盛り込まれた。
レーザー溶接を駆使した、シャープで継ぎ目のないボディは、単なるデザインや見栄えの美しさのみならず、安全性も担保されており、ユーロNCAPでは最高得点の5つ星を獲得した。
ボディサイズや、サスペンションを含むプラットフォームは先代とほぼ同様だが、歴代で初めてサイドモールディングが廃されたほか、ボディパネルや内外装の意匠が一新されている。また、ダンパーには電子制御で減衰力特性を最適化するDCC（アダプティブ・シャシー・コントロール）が新たに採用された。
ワッペングリルを廃し、左右ヘッドライトを2本のラジエータグリルでつなぐ水平基調のフロントマスクは、初代ゴルフをイメージしたものである。インテリアは、先代の基本造形を踏襲しつつ、メーターのベゼルやエアコン吹き出し口などにクロームの加飾が施されたほか、各所に質感の高い素材を用いて高級感を高めた。
エアバッグはこれまでの8エアバッグに加え、衝突時に足首や骨盤を保護するニーエアバッグを新たに装備した。ほかにも、ESPをはじめ全席3点式シートベルト、後席シートベルトの着用検出システムや、前席むち打ち低減ヘッドレストなども装備される。
当時のCセグメントとしては画期的だった、前走車との車間距離を自動制御するACC（アダプティブ・クルーズ・コントロール）や車庫入れの際にステアリング操作をアシストする「パーク・ステアリング・アシスタンス」も初搭載された（日本仕様は未設定）。
従来通り、スポーツモデルのGTIやRも用意されたが、Rに搭載されるパワートレインは、従来の3.2L 挟角V6エンジンから2.0L 直4エンジンへと大幅にダウンサイジングされた。ただし、最高出力・最大トルクは出力アップが図られ、燃費も向上した。
さらに、Start/Stopシステム（アイドリングストップ機構）とブレーキエネルギー回生システムからなる「ブルーモーション テクノロジー」を一部グレードに初搭載した。日本仕様は全モデルにTSIエンジンと6速または7速DSGが搭載され、本国に設定のあるTDIやMT仕様は、GTIやRを含めて正規輸入されなかった。
初代以来となるGTD（日本未導入）および4代目以来となるオープンモデル「カブリオレ」も復活した。後者はソフトトップを採用し、ハードトップを採用するイオスとの差別化が図られた。ただし、ヴァリアントの大幅な刷新は見送られ、フロント部分のフェイスリフトと内装の小変更にとどまった。
当モデルをベースにハイブリッド仕様の「Twin Drive」、電気自動車仕様の「Blue e-motion」の試作車が開発された。
先代に引き続き、歴代で2度目となる日本カー・オブ・ザ・イヤー（COTY）「インポート・カー・オブ・ザ・イヤー」に加え、歴代初のワールド・カー・オブ・ザ・イヤーも受賞している。

### 年表
- 2008年8月 - フォルクスワーゲンAGは、6代目となるモデルを10月にドイツ本国で発売すると発表。本国ではこのハッチバックをはじめ、ゴルフヴァリアント、クロスゴルフ、ゴルフプラスにLPG仕様車[5]が設定されている。また、ブラジル向けにE25対応車が販売されている。
- 2009年4月 - 歴代初の「ワールドカーオブザイヤー2009」を受賞した。
- 同年4月9日 - 日本仕様が発表され、同年4月14日より発売開始された。導入当初は、1.4 TSIエンジンに7速DSGを組み合わせた2グレードが展開される。なお、日本仕様は先代まで限定車を中心に左ハンドル車も導入されていたが、当代以降は右ハンドル車のみが正規輸入されている。また、全米でも同年秋に販売を開始した。
- 2010年3月25日 - エントリーグレードとなる「TSI トレンドライン」を追加発表。新開発の1.2 TSIエンジンに7速DSGを組み合わせる。フォグランプやオートエアコン、パドルシフトといった装備は省かれる一方、ESPやエアバッグなどの安全装備は充実している[6]。
- 2011年 - カブリオレが発表された。特徴的なBピラーにあったロールバーが廃された代わりとして、ロールオーバープロテクションシステムがリアシート背後に装備される。
- 2013年3月19日 - 一部改良。純正ナビゲーションシステム「712SDCW」と駐車時の後方視界を支援するリアビューカメラ「Rear Assist」を新たに標準装備し、メーター中央部のマルチファンクションインジゲーターをフルカラー化した。
- 同年 - 生産・販売を終了。2008年から2012年までの5年間で285万台が生産された[7]。

## 諸元表
| ガソリンエンジン   | ガソリンエンジン                       | ガソリンエンジン                                              | ガソリンエンジン                                          | ガソリンエンジン | ガソリンエンジン                           | ガソリンエンジン            |
| モデル             | エンジン/コード名                      | 最高出力/rpm                                                  | 最大トルク/rpm                                            | 0–100km/h加速    | 最高速度                                   | 変速機                      |
| ------------------ | -------------------------------------- | ------------------------------------------------------------- | --------------------------------------------------------- | ---------------- | ------------------------------------------ | --------------------------- |
| 1.4                | 1,390 cc (85 cu in) 直4 (CGGA)         | 80 PS (59 kW; 79 hp)/5,000                                    | 132 N⋅m (97 lb⋅ft)/3,800                                  | 13.9秒           | 172 km/h (107 mph)                         | 5速MT                       |
| 1.6                | 1,595 cc (97 cu in) 直4 (BSE/BSF/CCSA) | 102 PS (75 kW; 101 hp)/5,600                                  | 148 N⋅m (109 lb⋅ft)/3,800                                 | 11.3秒           | 188 km/h (117 mph)                         | 5速MT/7速DSG                |
| 1.2 TSI            | 1,197 cc (73 cu in) 直4 (CBZA/CBZB)    | 105 PS (77 kW; 104 hp)/5,000                                  | 175 N⋅m (129 lb⋅ft)/1,500–3,500                           | 10.6秒           | 190 km/h (118 mph)                         | 6速MT/7速DSG                |
| 1.4 TSI            | 1,390 cc (85 cu in) 直4 (CAXA)         | 122 PS (90 kW; 120 hp)/5,000                                  | 200 N⋅m (148 lb⋅ft)/1,500–4,000                           | 9.5秒            | 200 km/h (124 mph)                         | 6速MT/7速DSG                |
| 1.4 TSI            | 1,390 cc (85 cu in) 直4 (CAVD)         | 160 PS (118 kW; 158 hp)/5,800                                 | 240 N⋅m (177 lb⋅ft)/1,500–4,500                           | 8.0秒            | 220 km/h (137 mph)                         | 6速MT/7速DSG                |
| 1.8 TSI            | 1,798 cc (110 cu in) 直4 (CDAA)        | 160 PS (118 kW; 158 hp)/4,500-6,200                           | 250 N⋅m (184 lb⋅ft)/1,500-4,500                           | 8.0秒            | 220 km/h (137 mph)                         | 6速MT/7速DSG                |
| GTI                | 1,984 cc (121 cu in) 直4 (CCZA)        | 210 PS (154 kW; 207 hp)/5,300-6,200                           | 280 N⋅m (207 lb⋅ft)/1,700-5,200                           | 6.9秒            | 240 km/h (149 mph)                         | 6速MT/6速DSG                |
| GTI "35"           | 1,984 cc (121 cu in) 直4 (CDL)         | 235 PS (173 kW; 232 hp)/5,500-6,300                           | 300 N⋅m (221 lb⋅ft)/2,200-5,500                           | 6.6秒            | 247 km/h (153 mph)                         | 6速MT/6速DSG                |
| 2.5                | 2,480 cc (151 cu in) 直5 (BGQ)         | 172 PS (127 kW; 170 hp)/5,700                                 | 240 N⋅m (177 lb⋅ft)/4,250                                 | 7.6秒            | 209 km/h (130 mph) (elec. limited)         | 6速MT/6速ティプトロニックAT |
| R                  | 1,984 cc (121 cu in) 直4 (CDL)         | 270 PS (199 kW; 266 hp)/6,000                                 | 350 N⋅m (258 lb⋅ft)/2,500-5,000                           | 5.7秒            | 250 km/h (155 mph)                         | 6速MT/6速DSG                |
| LPGエンジン        |                                        |                                                               |                                                           |                  |                                            |                             |
| モデル             | エンジン/コード名                      | 最高出力@rpm                                                  | 最大トルク@rpm                                            | 0–100km/h加速    | 最高速度                                   | 変速機                      |
| 1.6 LPG            | 1,595 cc (97 cu in) 直4 (CHGA)         | 98 PS (72 kW; 97 hp)/5,600 (LPG) 102 PS (75 kW; 101 hp)/5,600 | 144 N⋅m (106 lb⋅ft)/3,800 (LPG) 148 N⋅m (109 lb⋅ft)/3,800 | 12.1秒(LPG) 11.9 | 149 km/h (93 mph) (LPG) 169 km/h (105 mph) | 5速MT                       |
| ディーゼルエンジン |                                        |                                                               |                                                           |                  |                                            |                             |
| モデル             | エンジン/コード名                      | 最高出力@rpm                                                  | 最大トルク@rpm                                            | 0–100km/h加速    | 最高速度                                   | 変速機                      |
| 1.6 TDI BlueMotion | 1,598 cc (98 cu in) 直4 (CAYA)         | 105 PS (77 kW; 104 hp)/4,100                                  | 250 N⋅m (184 lb⋅ft)/2,000                                 | 11.3秒           | 190 km/h (118 mph)                         | 5速MT                       |
| 2.0 TDI            | 1,968 cc (120 cu in) 直4 (CBDC)        | 110 PS (81 kW; 108 hp)/4,200                                  | 250 N⋅m (184 lb⋅ft)/1,500–2,500                           | 10.7秒           | 190 km/h (118 mph)                         | 5速MT/6速DSG                |
| 2.0 TDI BlueMotion | 1,968 cc (120 cu in) 直4 (CBAA/CBAB)   | 140 PS (103 kW; 138 hp)/4,200                                 | 320 N⋅m (236 lb⋅ft)/1,750–2,500                           | 9.3秒            | 209 km/h (130 mph)                         | 6速MT/6速DSG                |
| 2.0 TDI 4Motion    | 1,968 cc (120 cu in) 直4 (CBAA/CBAB)   | 140 PS (103 kW; 138 hp)/4,200                                 | 320 N⋅m (236 lb⋅ft)/1,750–2,500                           | 8.5秒            | 206 km/h (128 mph)                         | 6速MT/6速DSG                |
| GTD                | 1,968 cc (120 cu in) 直4 (CBBB)        | 170 PS (125 kW; 168 hp)/4,200                                 | 350 N⋅m (258 lb⋅ft)/1,750–2,500                           | 7.8秒            | 222 km/h (138 mph)                         | 6速MT/6速DSG                |

## グレード一覧（日本仕様）
TSI Trendline（トレンドライン）（2010年4月 - 2011年8月）
新開発の1.2L TSI（インタークーラー付ターボ）エンジンを搭載するエントリーモデル。最大トルクは175N・m（17.8kg・m）と1.8L NAエンジンに匹敵する高性能を持つ。また、日本国内の排ガス規制に適応するエンジンコントロールユニットを新規開発し「平成17年基準排出ガス75%低減レベル（☆☆☆☆）」認定を取得すると共に、日本国内向けゴルフの中では過去最高の17.0km/L（10・15モード）を実現。「平成22年度燃費基準+25%」を達成した。
エントリーモデルであるが、ニーバッグを含む9つのエアバッグやドライバー・ステアリング・リコメンデーション付きESPなどを備えており、安全性能も充実している。
TSI Trendline Premium Edition（2011年8月 - 2012年8月）
「TSI Trendline」の仕様改良モデル。パワートレインに小改良を施し、最大トルクの発生回転数を1,500回転に下げたことで低回転域に拡大し、10・15モード燃費も17.4km/Lに向上した。装備面でもフロントフォグランプ、スタティックコーナリングライト、ラゲージルーム内12V電源ソケット、15インチアルミホイールを新たに採用するとともに、内装もスポークステアリングホイール・ハンドブレーキグリップ・シフトノブをレザーに変更し、シート地や装飾パネルのデザインも変更された。
TSI Trendline BlueMotion Technology（2012年1月 - 2013年6月）
既存の「TSI Trendline Premium Edition」に「Start/Stopシステム（アイドリングストップシステム）」とブレーキエネルギー回生システムからなる「BlueMotion Technology」を追加装備したグレード。これにより、10・15モード燃費が大幅に向上し、18.4km/Lを実現した。併せて、仕様を一部見直したことで価格の上昇を抑えている。
2012年4月3日に仕様変更を行い、JC08モードに対応。同モードによる燃費は19.0km/Lで、「平成27年度燃費基準+10%」を達成した。
TSI Trendline Meister Edition（2012年8月 - 2013年6月）
既存の「TSI Trendline BlueMotion Technology」のシートをファブリック スタンダードシートに変更したことで車両本体価格を15万円引き下げた新・最廉価グレード（車両本体価格249万円）。シート以外の仕様は「TSI Trendline BlueMotion Technology」とほぼ同一である。

TSI Comfortline（コンフォートライン）（2009年4月 - 2011年8月）
1.4L TSI シングルチャージャー（インタークーラー付ターボ）エンジンを搭載。2.0L NAエンジンと同等の最大トルク200N・m（20.4kg・m）を1,500回転から発揮する高効率を実現している。また、7速DSGを採用したことで、燃費消費率も向上され16.8km/L（10・15モード）となり、「平成22年度燃費基準+25%」を達成する高い燃費性能を持った。
9エアバッグ、2ゾーンフルオートエアコン、スタティックコーナリングライトオートライトシステム、レインセンサー、AM/FM CDプレイヤー、16インチアルミホイールを標準装備している。
2010年2月5日に日本向け仕様のエンジンの改良を行い、「平成17年基準排出ガス75%低減レベル（☆☆☆☆）」認定を取得。燃費消費率は若干下がったものの（16.8km/L→16.4km/L）、「平成22年度燃費基準+25%」を引き続き達成している。
TSI Comfortline Premium Edition（2011年8月 - 2013年6月）
「TSI Comfortline」の仕様改良モデル。新たに、バイキセノンヘッドランプ（ダイナミックコーナリングライト、ヘッドライトウォッシャー付）、ダークテールレンズを追加し、16インチアルミホイールのデザインを変更。内装はアルカンターラ&ファブリックシート、メニュー機能付マルチファンクションインジケーター等を採用し、「TSI Highline」に匹敵する装備内容とした。
TSI Comfortline Meister Edition（2012年8月 - 2013年6月）
既存の「TSI Comfortline Premium Edition」をベースに16インチアルミホイールのデザインを変更し、パドルシフト+オーディオコントロール付のマルチファンクションステアリングホイールとLEDダークテールランプを新たに装備しながら10万円安く設定したグレードである。
TSI Highline（ハイライン）（2009年4月 - 2013年6月）
「TSI Comfortline」の上級仕様にあたる。エンジンはスーパーチャージャーを追加した1.4L TSI ツインチャージャーエンジンを搭載。最高出力は118kw（160PS）。こちらも7速DSGに変更したことで、燃費効率が先代に比べ、約16%向上された（16.2km/L（10・15モード）、「平成22年度燃費基準+20%」達成）。
アルカンタラ&ファブリックスポーツシート、クルーズコントロール、パークディスタンスコントロールが追加され、機能も充実すると共に、アルミホイールは17インチに変更される。
2010年9月16日に日本向け仕様のエンジン改良を行い、「平成17年基準排出ガス75%低減レベル（☆☆☆☆）」認定を取得。なお、燃費消費率が若干下がり、16.0km/L（10・15モード）となった。
2011年8月3日に仕様変更を行い、これまでオプション設定だったバイキセノンヘッドライト（ダイナミックコーナリングライト、ヘッドライトウォッシャー付）を標準装備化した。
2012年4月3日に仕様変更を行い、JC08モードに対応。同モードによる燃費は15.8km/Lで、「平成27年度燃費基準」を達成した。
GTI（2009年8月 - 2013年9月）
ホットハッチ仕様。
エンジンは2.0 LのTSI シングルチャージャーエンジンとなり、先代より11馬力向上しながらも、6速DSGと組み合わせることで、10・15モード燃費で13.0km/Lと歴代「GTI」の中でも一番の低燃費となり、「平成22年度燃費基準」を達成した。
電子制御式ディファレンシャルロック「XDS」をVW車で初採用。中高速域でのコーナリング時に作動し、内側の駆動輪の荷重が不足すると車輪のブレーキ圧を高めて空転を防止。トラクションが確保されるため、アンダーステアが軽減される効果がある。
外装の相違点は、フロントグリルがハニカムタイプであること、グリルの上下に赤ラインが入っている。ホイールはGTI専用17インチ（DCC装着車は18インチ）ホイールや、フロントバンパー、マフラーの形状が相違点。
2010年7月27日に仕様変更が行われ、「R」に採用されているダークティンテッドガラス（リア・リア左右）を新たに装備。また、ラゲージネット、トノカバーネット、マルチファンクションステアリングを省いたことで、従来比2万円高に抑えた。
R（2010年3月 - 2013年6月）
プレミアムスポーツモデルのみに与えられる"R"（Racing）シリーズモデルで、先代の「R32」の後継グレード。エンジンの排気量を3.2Lから2.0Lにダウンしながら、TSIエンジンの採用により、最高出力・最大トルク共に向上。高効率トランスミッション6速DSGと組み合わせることで、燃費が大幅に向上され、12.4km/Lの低燃費を実現。平成22年度燃費基準を達成した。また、他のグレードより25mmローダウンし、大径ベンチレーテッドディスクやブレーキキャリパー（ブラック塗装）を採用した。

### 特別仕様・限定モデル
GTI adidas（2011年1月-）
スポーツブランド「adidas」とのコラボレーションモデル。「GTI」をベースに、専用レザー&ファブリックシート、LEDテールランプ、18インチ専用アルミホイールなどを装備し、Bピラーにはadidasエンブレムを装着。ボディカラーはオリックスホワイトパールエフェクトのみの設定。350台の限定販売。
GTI エディション 35（2011年9月-）
「GTI」生誕35周年を記念したモデル。エンジンのチューニングを行い、出力で18kw（24PS）、トルクで20N・m（2.0kg・m）パワーアップさせた他、オプション装着率が高いアダプティブシャシーコントロール「DCC」を標準装備。さらに、専用フロントバンパー、ブラック塗装のドアミラーハウジング、ダークレンズ仕上げのLEDテールランプ、12本スポーク18インチ専用アルミホイール等を装備し、よりワイルドで力強い外観とした。ボディカラーは専用色のカーボンスチールグレーメタリックのみの設定。日本国内では350台限定で販売される。

## 派生車種

### ゴルフ ヴァリアント（ワゴンタイプ）
2009年11月17日、日本市場においてモデルチェンジ（前身のゴルフワゴンを含めて4代目）。

フロントフェイスは「ゴルフ」と共通のデザインとなった。エンジンは3種類用意され、「TSI Trendline」には1.4L TSI シングルチャージャー（インタークーラー付ターボ）エンジンを、「TSI Comfortline」には1.4L TSI ツインチャージャー（インタークーラー付ターボ+スーパーチャージャー）エンジンを、「2.0 TSI Sportline（スポーツライン）」にはゴルフ GTIと同じ2.0 L TSI シングルチャージャーエンジンをそれぞれ搭載、いずれにも7速DSG（2.0 TSI Sportlineは6速DSG）と組み合わさったことで、燃費性能が向上され、「TSI Trendline」は歴代ゴルフヴァリアントの中でも最高レベルの16.8km/L（10・15モード）を達成した。

2010年2月5日、「TSI Trendline」の日本向けエンジンを改良し、「平成17年基準排出ガス75%低減レベル（☆☆☆☆）」認定を取得。燃費は若干下がった（16.8km/L→16.4km/L）ものの、「平成22年度燃費基準+25%」を引き続き達成。また、同年9月16日には「TSI Comfortline」のエンジンが改良され、「平成17年基準排出ガス75%低減レベル（☆☆☆☆）」認定を取得。

2011年8月23日、従来の「TSI Trendline」と「TSI Comfortline」の装備内容の強化を行い、「TSI Trendline Premium Edition」と「TSI Comfortline Premium Edition」に改名。前者は従来の「TSI Trendline」に12V電源ソケット（ラゲッジルーム内）、コンフォートシート+シートバックポケット、16インチアルミホイールを新たに装備し、フロントグリル、サイドウインドーにクロームモールを追加。後者は従来の「TSI Comfortline」にクロームルーフレール、LEDリヤライセンスプレートランプを新たに装備し、エアインテークにクロームモールも追加。さらに、前席をスポーツタイプに変更し、マルチファンクションインジケーターの機能追加、16インチアルミホイールのデザイン変更を行った。なお、装備充実による価格上昇分は抑えられており、前者は4万円高に、後者は据え置きとなった。

2012年2月21日、新グレードとして、「TSI Trendline BlueMotion Technology」を発表（同年3月23日販売開始）。既存の「TSI Trendline Premium Edition」をベースに、エンジンを1.2LのTSIエンジンにダウンサイジングするとともに、Start/Stopシステム（アイドリングストップシステム）とブレーキエネルギー回生システムから構成される「BlueMotion Technology」を採用。これにより、10・15モード燃費で18.4km/Lに燃費を向上。併せて、オートライトシステム、レインセンサー、自動防眩ルームミラーも追加装備された。

2012年4月3日、仕様変更を行い、一部のグレードがJC08モードに対応。「TSI Trendline BlueMotion Technology」は19.0km/L、「TSI Comfortline Premium Edition」は15.8km/Lとなっており、前者は「平成27年度燃費基準+20%」、後者は「平成27年度燃費基準」をそれぞれ達成した。

### ゴルフ カブリオレ（カブリオレタイプ）
2002年の生産終了以来、約10年ぶりに復活（日本仕様車は2011年10月1日販売開始）。
スタイリングは「ゴルフ」よりも車高が低く、Aピラーとフロントウィンドーが短く、傾斜が強くなっている。また、夏場での使用環境を考慮し、シート表皮とステアリングホイールに採用しているレザーには赤外線を反射することで表面温度の上昇を抑えるクールレザーを採用しており、ウインドディフレクターの等の充実装備により快適なオープンエアークルージングも実現している。

ソフトトップは30km/h以下の低速走行時でも開閉可能な電動式を採用しており、開9.5秒/閉11秒の高速開閉を実現し、信号待ちの間に操作が可能。ソフトトップは3層構造になっており、5000Hz以上の騒音を効果的に抑える。また、安全性能においても、万一の横転時に0.25秒以内に自動で後部ヘッドレストの背後からアルミ製バーが飛び出し、フロントウィンドーフレームとともにキャビン内の乗員を保護するロールオーバープロテクションシステムや、本車種専用に開発された頭部保護機能付サイドエアバッグを含む5エアバッグ、ESPを標準装備し、ユーロNCAPの衝突テストで最高ランクの5つ星を獲得。

エンジンに1.4LツインチャージャーTSIエンジン、変速機に7速DSGを搭載したことで、100km/hまで約8.4秒（ドイツ計算値）の優れた加速性能と15.4km/L（10・15モード燃費）の低燃費性能を両立している（「平成17年基準排出ガス75%低減レベル（☆☆☆☆）」認定及び「平成22年度燃費基準+15%」達成）。

2012年4月3日、仕様変更が行われ、JC08モードに対応（15.6km/L）。「平成27年度燃費基準」を達成した。

2012年4月4日、特別限定車の「エクスクルーシブ」を発売。専用ボディカラーとして「オリックスホワイト マザーオブパールエフェクト」を設定するとともに、専用の17インチアルミホイール、カラーステッチ付のレザー内装を採用するなど、限定車にふさわしい内容とした。70台の限定販売である。

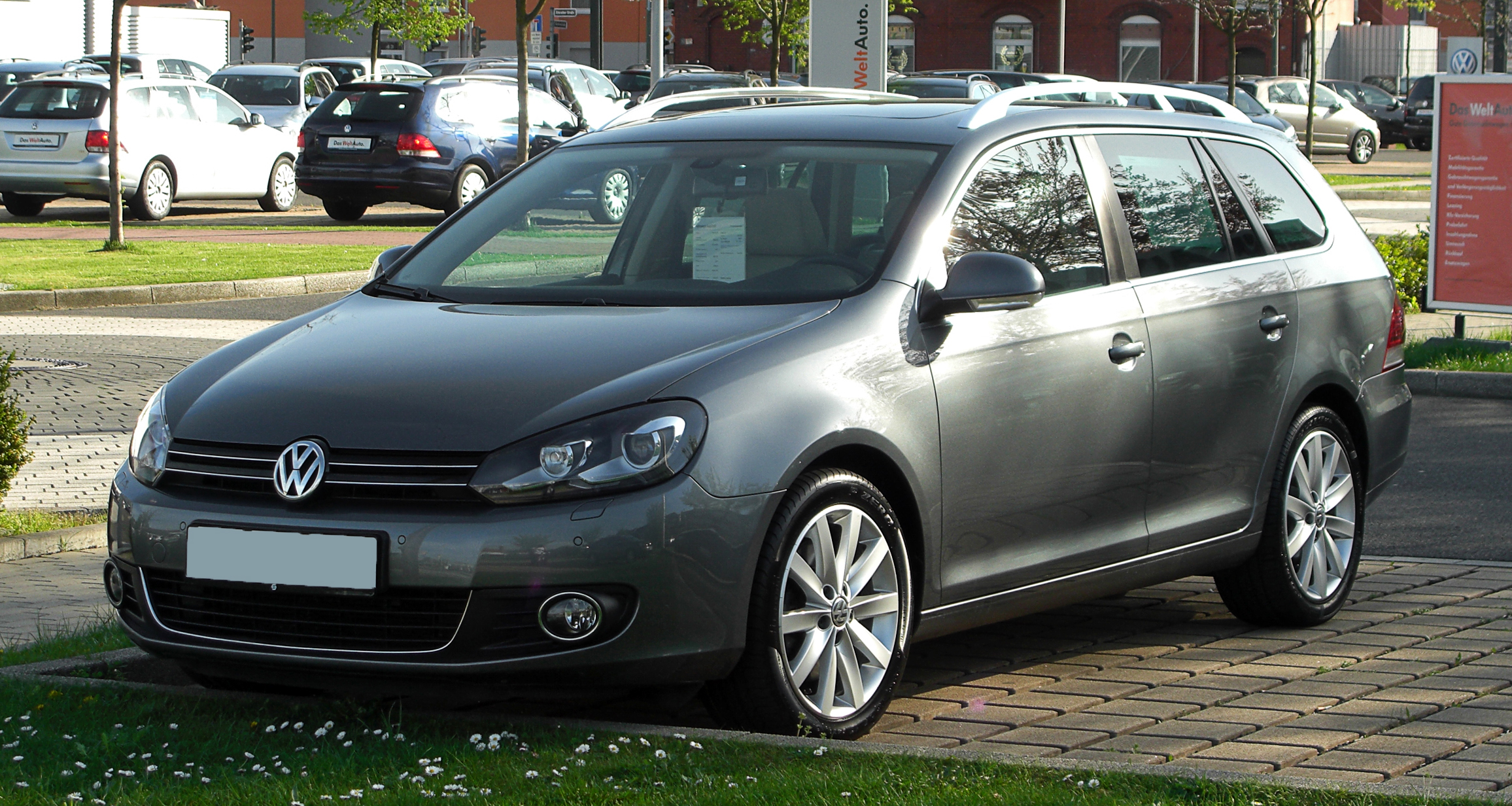
ゴルフヴァリアント
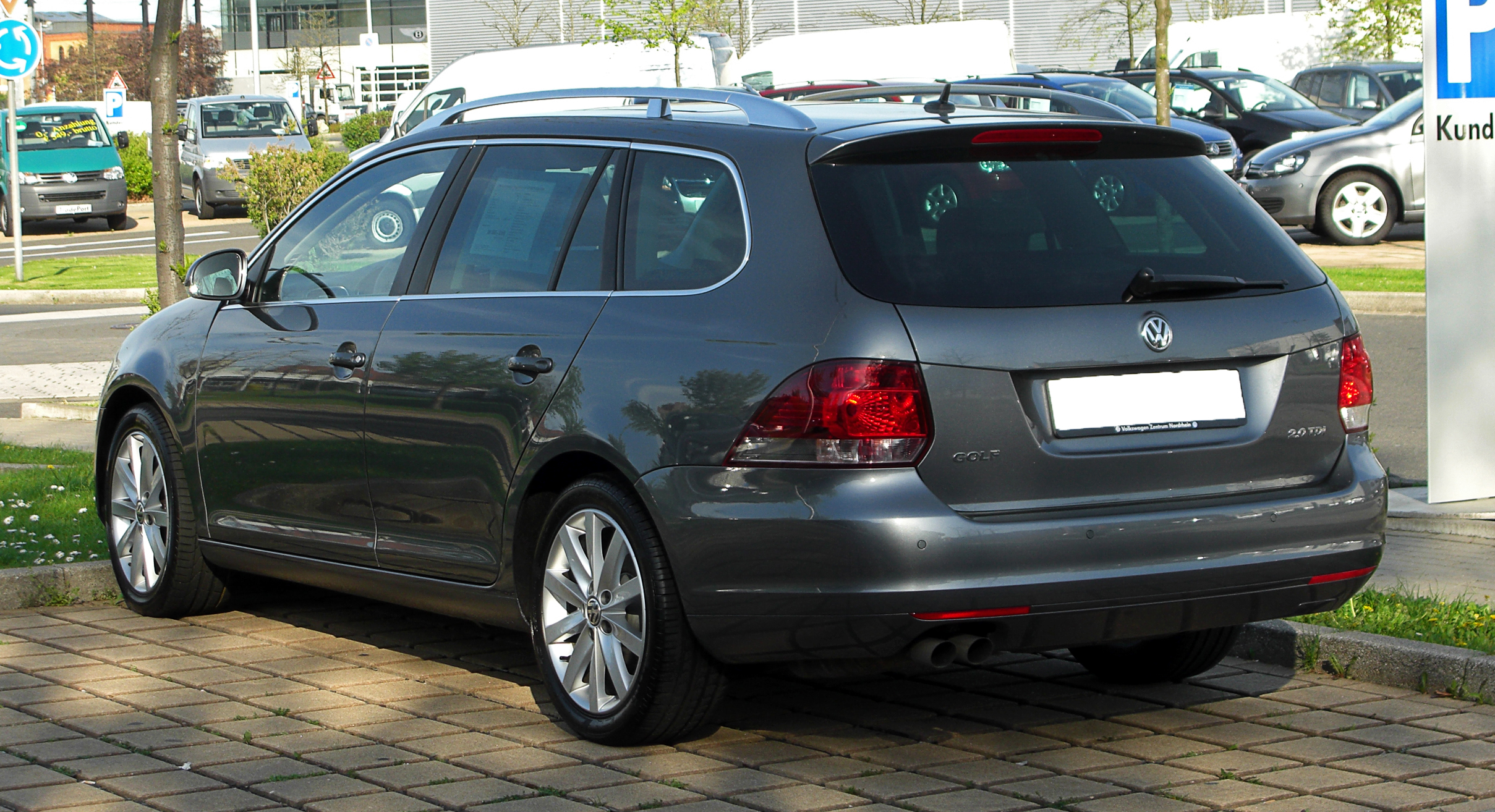
ゴルフヴァリアント （リア）
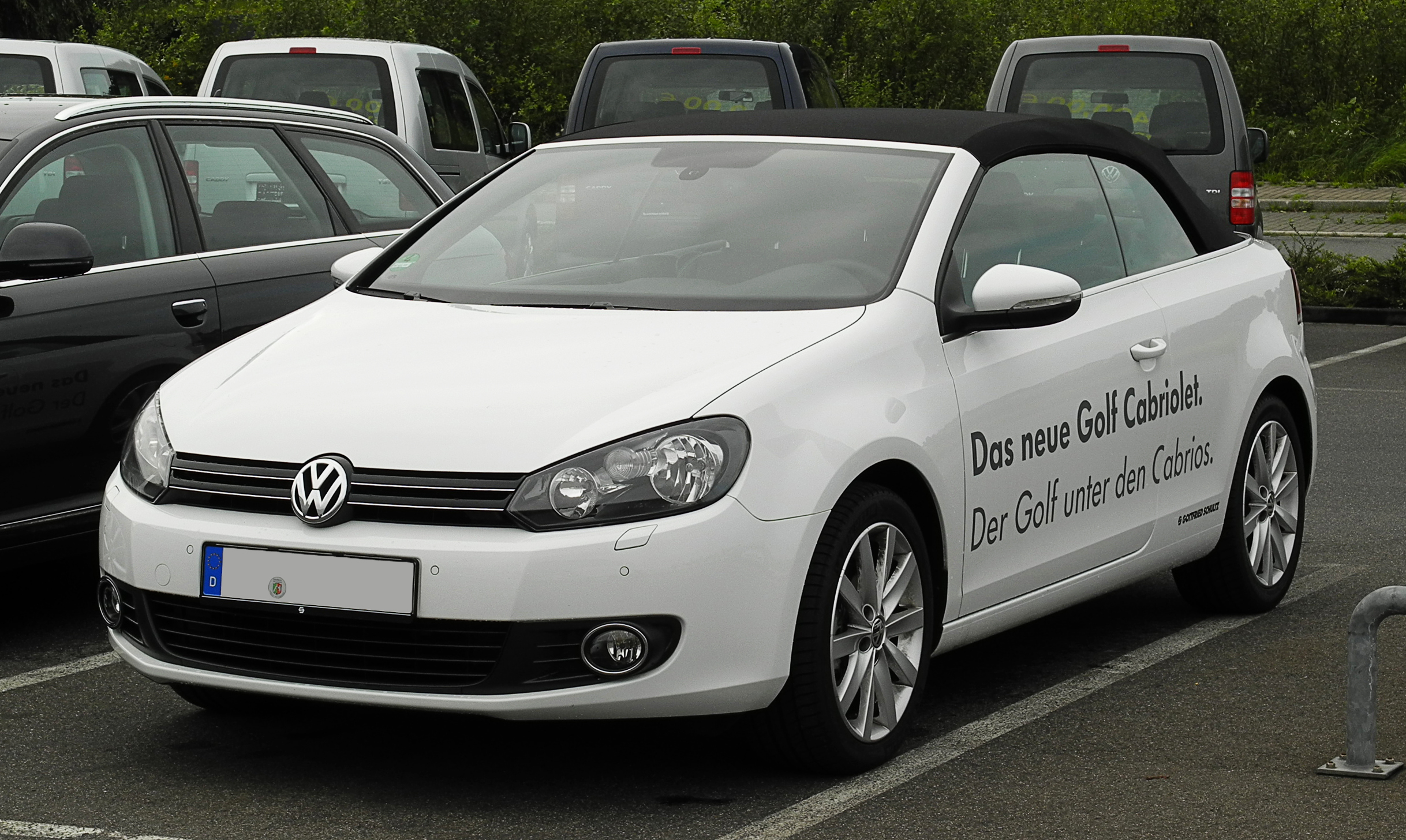
ゴルフカブリオレ
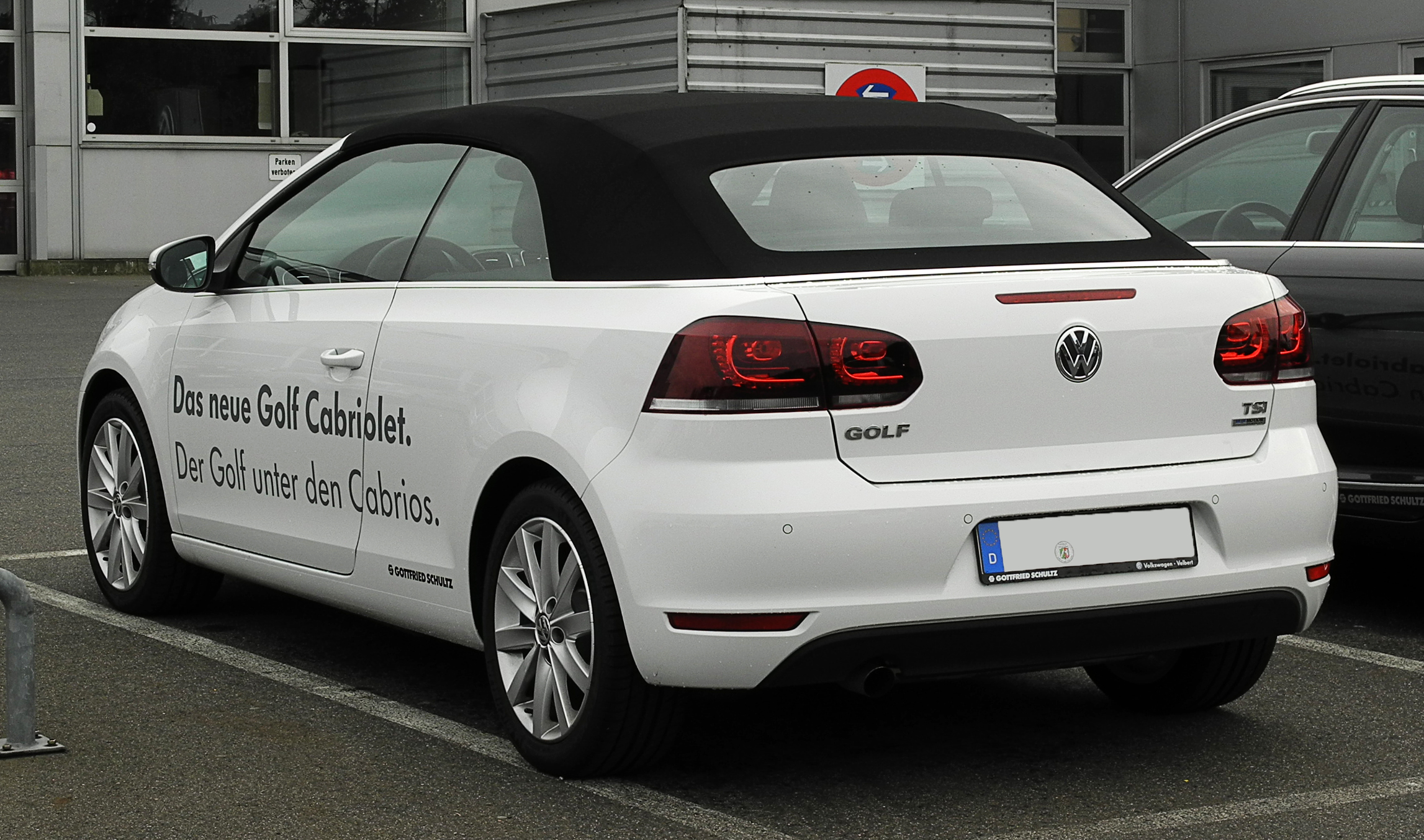
ゴルフカブリオレ （リア）